# Stefan Holz
Stefan Holz (né le 25 février 1979) est un athlète Allemand, spécialiste du sprint.

## Biographie

### Palmarès
| Date | Compétition                   | Lieu      | Résultat | Épreuve   | Performance   |
| ---- | ----------------------------- | --------- | -------- | --------- | ------------- |
| 1998 | Championnats du monde juniors | Annecy    | 8e       | 200 m     | 21 s 39       |
| 1998 | Championnats du monde juniors | Annecy    | 3e       | 4 x 100 m | 39 s 99       |
| 1999 | Championnats d'Europe espoirs | Göteborg  | 3e       | 200 m     | 20 s 69       |
| 1999 | Championnats d'Europe espoirs | Göteborg  | 3e       | 4 x 100 m | 39 s 69       |
| 1999 | Championnats d'Europe espoirs | Göteborg  | 1er      | 4 x 400 m | 3 min 02 s 96 |
| 2001 | Championnats d'Europe espoirs | Amsterdam | 2e       | 4 x 400 m | 3 min 05 s 39 |

### Records
| Épreuve    | Épreuve      | Performance | Lieu      | Date            |
| ---------- | ------------ | ----------- | --------- | --------------- |
| 200 mètres | En plein air | 20 s 43     | Dortmund  | 26 juin 1999    |
| 200 mètres | En salle     | 21 s 09     | Dortmund  | 30 janvier 2000 |
| 400 mètres | En plein air | 45 s 11     | Zurich    | 11 août 1999    |
| 400 mètres | En salle     | 46 s 08     | Stuttgart | 6 février 2000  |